# Geisingen
Geisingen település Németországban, azon belül Baden-Württembergben. Lakosainak száma 6315 fő (2023. december 31.).

## Népesség
A település népessége az elmúlt években az alábbi módon változott:
| Lakosok száma | 5513 | 6230 | 6202 | 6347 | 6441 | 6315 |
|               | 1975 | 2017 | 2019 | 2021 | 2022 | 2023 |

## Közlekedés

### Vasút
A településen halad keresztül a Schwarzwaldbahn vasútvonal.

## Testvértelepülések
Gyöngyöstarján, Magyarországi település